# Obratna Fibonaccijeva konstanta
Obratna Fibonaccijeva konstanta (oznaka ψ) je v matematiki konstanta in je določena kot vsota obratnih vrednosti Fibonaccijevih števil:
{\displaystyle \psi =\sum _{k=1}^{\infty }{\frac {1}{F_{k}}}={\frac {1}{1}}+{\frac {1}{1}}+{\frac {1}{2}}+{\frac {1}{3}}+{\frac {1}{5}}+{\frac {1}{8}}+{\frac {1}{13}}+\cdots \!\,.}
Razmerje zaporednih členov vsote konvergira k obratni vrednosti števila zlatega reza Φ. Ker je ta manjša od 1, d'Alembertov kriterij pokaže, da vsota konvergira.
Vrednost ψ je približno (OEIS A079586):
{\displaystyle \psi \approx 3,359885666243177553172011302918927179688905133731\dots \!\,}
Ni znana nobena sklenjena enačba za ψ. Gosper je opisal algoritem za hitri izračun njenih približkov.
ψ je iracionalno število. To so domnevali Erdős, Graham in Carlitz, dokazal pa Richard André-Jeannin leta 1989.
Neskončni verižni ulomek obratne Fibonaccijeve konstante je (OEIS A079587):
{\displaystyle \psi =[3;2,1,3,1,1,13,2,3,3,2,1,1,6,3,2,4,362,2,4,8,6,30,50,1,6,3,3,2,7,2,3,1,3,2,\cdots ]\!\,.}
Ker obratna Fibonaccijeva konstanta ψ ni kvadratno iracionalno število, njen verižni ulomek ni periodičen.